# ایمپریا، روسپی درباری کبیر
ایمپریا، روسپی درباری کبیر (ایتالیایی: Imperia, la grande cortigiana) یک فیلم تلویزیونی درام ایتالیایی به کارگردانی پی‌یر فرانچسکو پینجیتوره است که در سال ۲۰۰۵ منتشر شد. این تله‌فیلم دربارهٔ زندگی ایمپریا کونیاتی، مشهور به «ایمپریای آسمانی» است که یک روسپی درباری محبوب بود که مابین پایان سدهٔ ۱۵ و اوایل سدهٔ ۱۶ میلادی زندگی می‌کرد.

## گزیدهٔ بازیگران
- مانوئلا آرکوری در نقش ایمپریا کونیاتی
- سرجو آسیزی در نقش چزاره بورجا
- ایزابلا اورسینی در نقش فیامِـتا بیانکینی
- جوزپه د رزا در نقش الکساندر ششم
- اورسته لیونلو در نقش پیترو آرتینو
- پیر ماریا چکینی در نقش ژولیوس دوم
- لائورا تروشل در نقش سیریا